# The Bomb Squad
The Bomb Squad è un team di produttori musicali e beatmaker statunitensi i cui membri originali sono:
- Chuck D
- Hank Shocklee
- Keith Shocklee
- Eric "Vietnam" Sadler.

Nel 1994, ai membri fondatori si sono uniti anche 
- Easy Mo Bee
- Gary G-Wiz
- Sleek
- Panic

La loro musica generalmente consiste in linee molto dense di musica hip hop tipica delle jam, campionamenti di voce e chitarre tipicamente rock.
Il gruppo inoltre è particolarmente famoso per aver lavorato con il gruppo Public Enemy, ma oltre a questo, vanno menzionate le collaborazioni con artisti di primo piano della scena hip hop come il rapper Ice Cube e il gruppo rock gallese Manic Street Preachers.  Hanno inoltre prodotto alcune tracce per il gruppo new jack-hip hop Bell Biv DeVoe.

## Discografia parziale
- Public Enemy – Yo! Bum Rush the Show
- True Mathematics and the Invisible Empire – After Dark
- Kings of Pressure – Armed and Dangerous
- Kings of Pressure – Give Me the Mike (Is This the End) / You Know How to Reach Us
- Robert S. – Good as Gold / Big Words
- Public Enemy – It Takes a Nation of Millions to Hold Us Back
- Doug E. Fresh and the Get Fresh Crew – The Worlds Greatest Entertainer (On The Strength e Keep Risin' to the Top)
- True Mathematics – For the Money / K.A.O.S.S. (Greeks in Effect pt. 2)
- The 7A3 – Coolin' in Cali
- Vanessa Williams – The Right Stuff
- Slick Rick – The Great Adventures of Slick Rick
- Ziggy Marley and the Melody Makers – Tumblin' Down Remix
- LL Cool J – Walking with a Panther (It Gets No Rougher e Nitro)
- 3rd Bass – The Cactus Album (Steppin' to the AM e Oval Office)
- True Mathematics – I Don't Love You Anymore
- The Stop The Violence Movement – Self Destruction
- Alyson Williams – Sleep Talk
- Paul Jackson Jr. – Out of the Shadows (My Thing e The New Jazz Swing)
- Bell Biv DeVoe – Poison
- Public Enemy – Fear of a Black Planet
- Ice Cube – AmeriKKKa's Most Wanted
- Young Black Teenagers – Young Black Teenagers
- Manic Street Preachers – Repeat (Stars and Stripes) dall'album Generation Terrorists
- Leaders of the New School – A Future Without a Past... (Just When You Thought It Was Safe..., Sobb Story e Trains, Planes and Automobiles)
- Public Enemy – Apocalypse 91... The Enemy Strikes Black
- Terminator X – Terminator X and the Valley of the Jeep Beats
- Bell Biv Devoe – WBBD-Bootcity!: The Remix Album (Ain't Nuttin' Changed!, B.B.D. (I Thought It Was Me?) e Let Me Know Something ?!)
- Son of Bazerk – Bazerk Bazerk Bazerk
- Salt-N-Pepa – He's Gamin' on Ya
- Big Daddy Kane – Nuff Respect
- Eric B. & Rakim – Juice (Know the Ledge)
- Aaron Hall – Don't be Afraid
- Public Enemy – Greatest Misses
- Chilly Tee – Get Off Mine
- Run–D.M.C. – Down with the King (3 in the Head e Ooh, Whatcha Gonna Do)
- Terminator X & the Godfathers of Threatt – It All Comes Down to the Money
- Public Enemy – Muse Sick-n-Hour Mess Age
- Public Enemy – He Got Game